# Таганрогский лицей при ТРТУ
Таганрогский лицей при ТРТУ (ТМОЛ) — муниципальное общеобразовательное учреждение, существовавшее в Таганроге с 1988 по 2007 год при Таганрогском радиотехническом институте/университете.

## Названия Таганрогского лицея
- с 1988 по 1992 — Специализированный класс с углубленным изучением информатики при ТРТИ
- с 1992 по 1995 — Городской технический колледж при ТРТИ
- с 1995 по 2010 — Таганрогский муниципальный общеобразовательный лицей при ТРТУ
- с 2010 по наст. время — Муниципальное общеобразовательное бюджетное учреждение лицей № 4

## История Таганрогского лицея
Точкой отсчёта в своей истории Таганрогский лицей считает 8 декабря 1988 года, когда Решением № 411 исполнительного комитета Таганрогского городского Совета народных депутатов при Таганрогском радиотехническом институте был открыт «Специализированный класс с углубленным изучением информатики при Таганрогском радиотехническом институте и школе № 8».
Основателями Таганрогского лицея были сотрудники кафедры высшей математики ТРТИ кандидаты физико-математических наук Борис Иванович Орехов и Алексей Фёдорович Ольховой. Идея создания лицея принадлежала Ольховому. Основным прототипом для создаваемого Таганрогского лицея послужила Специализированная школа-интернат № 18 физико-математического профиля при МГУ, в которой Ольховой, будучи ещё студентом МГУ, читал лекции по кибернетике.
На первых порах занятия лицея проводились в здании средней школы № 8, расположенной неподалёку от главных корпусов «Г» и «Д» радиотехнического института.
C 1 сентября 1991 года в соответствии с Приказом Ростовского областного управления народного образования № 707 от 19 августа 1991 года предусматривалось открытие областного технического лицея при ТРТИ на базе действующих специализированных классов с углубленным изучением информатики при ТРТИ, но, в связи с развалом СССР, приказ № 707 не был выполнен.
С 1 января 1992 года классы начали функционировать как Городской технический колледж при ТРТИ.
24 февраля 1995 года Постановлением № 543 Главы Администрации г. Таганрога образовательное учреждение зарегистрировано как «Таганрогский муниципальный общеобразовательный лицей при ТРТУ».
Высокий уровень лицейского преподавания привлёк внимание родителей и школьников Таганрога буквально с первых месяцев существования лицея. Приём детей осуществлялся на конкурсной основе. В 1998 году конкурс при поступлении составлял 4,3 человека на место. В 1999 году он уже достигал 5,5 человек на место.
Система обучения в лицее была приближена к вузовской.В лицее было четыре основных класса и четыре контрактных. Орехов вспоминал, что коммерческие «классы» были созданы для развития материально-технической базы лицея и для рекламы — чтобы город увидел, что можно сделать со школьниками за один год. Известность лицея скоро вышла за рамки Таганрога: по учебному плану и авторским программам лицея стали обучать детей в лицейских классах в Туапсе, Ейске, Невинномысске, Новороссийске, Сальске, Волгодонске, Майкопе, Армавире и других городах.
На 1999 год в лицее преподавали 2 доктора наук, 20 кандидатов наук, 16 учителей высшей категории. Причём работали они не в штате лицея, штатных работников было всего четыре. При лицее работали подготовительные курсы, на которых обучалось около 250 человек.
В 2005 году лицей, по-прежнему находившийся в корпусе «А» ТРТУ ЮФУ, стал муниципальным и перестал официально быть при ТРТУ. С этого момента лицей носил название «Муниципальное общеобразовательное учреждение лицей г. Таганрога».
В апреле 2007 года, после многочисленных конфликтов с Управлением образования Таганрога, возглавляемым И. В. Голубевой, бесконечных проверок и ревизий, сооснователь и директор лицея Борис Иванович Орехов подал заявление об уходе, мотивируя своё решение состоянием здоровья. В вину руководству лицея ставились 4 основных «нарушения»: конкурсный прием в лицей, авторские методики преподавания, 90 % совместителей, высокие зарплаты преподавателей. Таким образом к категории нарушений были отнесены те базовые принципы, которые и отличали лицей от основной массы государственных учебных заведений. В мае 2007 года родители лицеистов обратились с открытым письмом к Губернатору Ростовской области В. Ф. Чубу и Главе администрации Таганрога Н. Д. Федянину с просьбой остановить разгром лицея и сохранить его в том формате, который и привлекал к нему все эти годы внимание учеников и родителей.
Однако администрация города и области не обратила внимание на это письмо. Новым директором, несмотря на положение о необходимости согласования этой должности с коллективом лицея, закреплённой Уставом лицея, Управление образования Таганрога назначило И. А. Вырабову.
28 июля 2010 года Постановлением Администрации г. Таганрога № 3279 Таганрогский лицей был реорганизован путём присоединения к нему средней школы № 4 и ему присвоено наименование «Муниципальное общеобразовательное бюджетное учреждение лицей № 4». Директор ТМОЛ № 4 — И. А. Киселева. После объединения школы № 4 с лицеем, новообразованный ТМОЛ № 4 в 2013 году неожиданно для Управления образования Таганрога попал в рейтинг «500 лучших российских школ», разработанный негосударственным Московским центром непрерывного математического образования, и, соответственно, вошёл в пятёрку лучших школ Ростовской области.
В ноябре 2013 года Лицей № 4 отметил двойной юбилей, 90-летие школы № 4 и 25-летие Таганрогского лицея при ТРТУ. Представители администрации города отметили, что за 25 лет из стен лицея вышло 59 золотых медалистов и 108 серебряных, а на сегодняшний день лицей является в городе лидером по количеству побед в городских и региональных олимпиадах, его ученики успешно выступают на соревнованиях всероссийского и международного уровня.

## Флаг лицея
Флаг лицея представлял собой полотнище, сшитое из маленьких разноцветных лоскутков ткани, на каждом из которых было написано имя одного из выпускников лицея. Идея флага была предложена преподавателем английского языка Л. Д. Басовой. По установившейся традиции все ученики выпускных классов приносили в лицей «именные» лоскутки, которые подшивались к полотнищу, от выпуска к выпуску увеличивая его размеры.

## Руководители лицея
- с 1986 по 2007 — Б. И. Орехов[3][12]
- с 2007 по 2010 — И. А. Вырабова[11]

## Известные сотрудники и лекторы лицея
- Ольховой, Алексей Фёдорович (1947) — преподаватель математики, российский математик, педагог.
- Орехов, Борис Иванович (1943—2021) — директор лицея, российский математик, педагог[12].
- Погорелов, Евгений Николаевич (1951) — преподаватель физики, российский физик, педагог.
- Басов, Михаил Михайлович (1977) — преподаватель литературы, российский медиахудожник, режиссёр-документалист.
- Нарушевич, Андрей Георгиевич (1971—2023) — преподаватель русского языка и литературы, кандидат филологических наук, автор многих научных и учебно-методических публикаций.

## Цитаты
- «В принципе, потенциал лицея городом не востребован. Надо бы организовать многопрофильный лицей с тремя основными направлениями: физико-математическим, химико-биологическим и гуманитарным. У нас для этого всё есть, мы готовы. Нужно только помещение в центре, потому что едут к нам ребята со всех городских районов. Здесь мы стеснены в площадях. Уже лет пять вместе с ректоратом ТРТУ пробуем решить эту проблему, но пока не получается. Наши надежды на будущее связаны с тем, что к следующему десятилетию лицея достаточно большое количество наших выпускников займёт ведущее положение в городе»[3] — Б. И. Орехов, 1999.